# Инсинуация
Инсинуа́ция в риторике — оскорбительный намёк, подстрекательство, клеветническое измышление, злостный вымысел, преднамеренное сообщение ложных предосудительных сведений с целью опорочить кого-либо, внушение негативных мыслей, тайное нашёптывание, выставление мыслей и поступков своего противника в таком свете, который может ему навредить, и имеющее целью опорочить кого-либо исподтишка, подаваемое намёком (т. е. не прямо, а косвенным указанием на факты и обстоятельства) или тайно.
Лицо, прибегающее к инсинуациям, — инсинуа́тор.

## Этимология
Происходит от лат. insinuatio — вкрадчивость, заискивание; буквально — проникновение куда-нибудь узким или кривым путём; от лат. sinus — пазуха, далее лат. insinuare — проникать внутрь. Возможно, заимствовано через фр. insinuation, insinuer и (или) нем. Insinuation, insinuieren.

## Отличительные характеристики
Цель инсинуации — подорвать в слушателях и/или читателях доверие к объекту инсинуаций, следовательно, к его доводам или поведению. Недобросовестность при инсинуации заключается в том, что инсинуирующий, зная действительное положение дел, по какой-то причине с умыслом создаёт у инсинуируемого или у окружающих ложное отрицательное представление о нём. В отличие от мистификации, инсинуация — это всегда речевой акт и её цель носит не характер розыгрыша противника, а стремление его опорочить в глазах окружающих людей. Поэтому в первую очередь и адресована им. Исполняется она замаскированно, исподтишка, в несколько этапов. Зачастую её трудно отличить от правды. Инсинуация всегда направлена против конкретного определённого человека, который представляется для инсинуирующего как препятствие к реализации своих целей и получению преимущества. При инсинуации применяются обороты речи в мягкой, внушающей форме, незаметно вкрадывающиеся в умы слушателей для избежания их неудовольствия.